# Bjørn Johnsen
Bjørn Maars Johnsen (Nueva York, 6 de noviembre de 1991) es un futbolista internacional noruego que juega de delantero en el F. C. Torpedo Kutaisi de la Erovnuli Liga.

## Trayectoria

### Inicios
Nacido en Nueva York, de padre noruego y madre estadounidense, su padre Hasse Johnsen nació en la ciudad noruega de Nesodden, Bjørn Johnsen creció en Carolina del Norte y asistió a la Broughton High School en Raleigh, donde jugó en el equipo de fútbol de la escuela.
Bjørn Maars Johnsen, pasó sus años de formación en Carolina del Norte, jugó un montón de fútbol en Noruega, después de la secundaria, Johnsen, se ganó todos los honores estatales en la secundaria pero sus mejores actuaciones como jugador juvenil, le llegó cuando jugaba en el Triángulo Unidas, un equipo juvenil de Raleigh, Carolina del Norte, que alcanzó la T-18, de las finales nacionales, cuando Johnsen y el actual delantero del Dynamo de Houston, Robbie Lovejoy dirigieron el ataque. El entrenador alemán era Elmar Bolowich, el entrenador más exitoso en la historia de la Universidad de Carolina del Norte, en la actualidad el Hombre superior en Creishton.
Después de la secundaria, Johnsen se marchó a Noruega. El padre de Bjørn, Hasse Johnsen fue el entrenador varias veces de su hijo durante la secundaria.
En los Estados Unidos ha jugado para Triangle United, Broughton High School, Carolina Soccer Club, Sanderson High School y CASL Elite & FVAA. En su CV de fútbol tiene varios campeonatos de vanguardia en Carolina del Norte, un título nacional de U18 y logró llegar a los equipos All-Conference y North Carolina All-state.
Bjørn Johnsen, de 196 cm de altura, ha estado en los departamentos juveniles de Lyn Oslo y Vålerenga, pero ha vivido la mayor parte de su vida en los Estados Unidos, donde vive su padre.

### Valerenga
En Noruega, Johnsen, se enroló en las filas del juvenil del histórico club del Vålerenga Fotball. En 2010, jugó la primera mitad de la temporada para el segundo equipo, sin llegar a debutar con el primer equipo.

### Kjelsås
El 14 de diciembre de 2010, Kjelsås IL anunció que había contratado a Bjørn Johnsen, que con 19 años se uniría a la formación militante en la 2.ª División, el tercer nivel del campeonato local, allí jugará unos meses a partir del 1 de enero de 2011, hasta el mes de mayo.
Su debut como futbolista profesional fue el 11 de abril de 2011, en el Grefsen Stadion, de Oslo, en el partido que enfrentó a Kjelsås IL contra Strømsgodset II, correspondiente a la primera jornada de liga que finalizó con empate a cero. El siguiente partido fue titular jugando ochenta y un minutos en la derrota de Kjelsås, en Tønsberg, uno cero ante el FK Tønsberg. En Kjelsås IL juega 4 partidos, sin anotar ningún gol.

### Tonsberg
El 8 de junio de 2011 Johnsen, fichó por el FK Tønsberg, para jugar la segunda vuelta del campeonato, al cual llegó de la mano del director general, Jan Egil Levorsen, y reemplazó a Mergim Hereqi, quien recién fue liberado por el club.
Su debut en liga fue el 1 de agosto, en la goleada de Tønsberg 4-0 a Trømso II, fue suplente, jugó 22 minutos entró en el minuto sesenta y ocho y marcó su primer gol cinco minutos después para finalizar la goleada. Una semana después jugó en la victoria de Tønsberg, en casa de su anterior equipo Kjelsås. Una semana más tarde anotaría su segundo gol en la goleada en casa ante Hasle-Løren IL anotando en 5-1 final en el minuto sesenta y ocho. Su tercer y último gol fue el 28 de agosto en el Gressbane, ante FK Ørn-Horten. En FK Tønsberg disputa un total de 10 partidos y anota 3 goles.
Tras finalizar la temporada con el Tønsberg, en 2011, viajó a París, en Francia, con un amigo para un evento similar y darse a conocer por los exploradores. Eso le llevó hasta España.

### Úbeda
El 2 de noviembre de 2011, Bjørn Johnsen, sorprendió al marcharse hasta Andalucía, España, para formar parte de la plantilla del CD Úbeda Viva de la Primera División Andaluza. Bjørn Johnsen, con este fichaje entró en los anales de la historia del club ubetense, al convertirse en el primer futbolista extranjero de la historia del club.
Johnsen llegó a Úbeda de la mano del Atlético de Madrid y rechazó así ofertas para jugar de equipos como el Racing de París, Venezia FC o Oxford United entre otras.
Su debut con el Úbeda Viva, se produjo once días más tarde, el 13 de noviembre de 2011, en la decimosegunda jornada de liga, en el Estadio Municipal de San Miguel, de Úbeda, con derrota del club de los cerros 1-2 frente al UD Dos Hermanas de San Andrés. Johnsen entró al campo en el minuto 58 de partido, jugó 35 minutos y no anotó ningún gol.
Con el Úbeda Viva, no contó de continuidad y pese a entrar los siguientes partido de titular en Marbella, frente al Atlético Marbellí y en Úbeda ante el Atlético Benamiel, no contó con la confianza del entrenador Víctor Expósito, y tras aparecer ante el Athletic de Coín, CD Churriana y CD Rincón y no ser convocado para el Derby de la Loma, ante el Baeza CF, rescinde su contrato con el club quedando como agente libre tras solo dos meses en el equipo. Su único gol fue en un partido amistoso, ante el Atlético Jaén CF. En el Úbeda Viva jugó 6 partidos oficiales sin anotar ningún gol.

### Antequera
A los dos días después de quedar libre del Úbeda Viva, el Antequera CF, de la Tercera División de España, anuncia el fichaje del delantero americano.
Hizo su debut, con el conjunto antequerano, en la jornada veinticinco, del campeonato nacional de liga, jugando treinta minutos en la derrota del Antequera 2-5, frente a la UD San Pedro. En el conjunto malagueño se ganó la confianza del entrenador Vicente Ortiz durante los primeros partidos, los dos siguientes entrando como titular, disputando los 90 minutos frente a Vélez CF y At. Mancha Real.
Su primer gol lo consiguió en la jornada treinta y supuso el empate de su equipo ante el Alhaurín de la Torre CF. Anotó dos goles más para darle las victorias al Antequera ante CD Huétor-Tajar, 0-1 y Casino del Real de Melilla, 2-1.
Con el Antequera CF, jugó un total de 13 partidos y anotó 3 goles.

### Atlético Baleares
El 5 de agosto de 2012, el Atlético Baleares, de la Segunda División B de España, anuncia el fichaje de Bjørn Johnsen. Johnsen llegó a Palma de Mallorca para suplir la baja del delantero balear Antoñito.
Su debut, con el conjunto balear en la Segunda División B, se produjo el 26 de agosto de 2012, en la primera jornada de liga frente al CD Constancia, jugando 23 minutos, con el resultado final de 0-0.
Con el Atlético Baleares, debutó en la Copa del Rey, el 29 de agosto, en Alcoy, con derrota 2-0 ante el CD Alcoyano. Entró de titular y fue sustituido al descanso, jugó ante equipos como el Reus o UE Sant Andreu o los filiales de Villarreal y Levante.
Su último partido con la camiseta balear, se produjo el 27 de enero de 2013, en la jornada 24, con derrota por 1-0 frente al Olímpic de Xátiva, jugando los últimos cinco minutos del partido.
Con el Atlético Baleares jugó 11 partidos, 10 de Liga y 1 de Copa sin anotar ningún gol.

### Louletano
Tras terminar la temporada en el Atlético Baleares, se marcha a las filas del Louletano DC, de la Tercera División de Portugal.
Su debut fue el 8 de septiembre de 2013, en el Estádio Municipal de Loulé, entrando de titular los noventa minutos en la derrota de Louletano 0-1 ante el CD Pinhalnovense. El 21 de septiembre, debutó con Louletano en la Copa de Portugal, entrando de titular en la victoria 2-0 ante SC Praiense. Una semana más tarde el 29 de septiembre anotó su primer gol con el conjunto rojiblanco en el Estádio de Moura, en la victoria de Louletano 1-3 ante Moura AC. Una semana más tarde anotó su segundo gol ante el CD Cova da Piedade.
El 13 de octubre de 2013, Bjørn Johnsen disputó su partido número 50.º en su carrera como futbolista profesional en el Estádio Municipal de Quarteira, con derrota por 1-0 de Louletano ante el CDR Quarteirense.
En su primera experiencia en Portugal, disfrutó de los minutos y goles que deseaba, disputó un total de 31 encuentros con la camiseta del Louletano 28 de liga y 3 en copa. Después de anotar 10 goles en veintiocho partidos de liga en Tercera División, fichó por el Atlético CP de la Segunda División de Portugal.
Bjørn aceptó la oferta de Atlético y rechazó así ofertas de otros equipos como Wolverhampton, 1860 Múnich o Real Jaén entre otros.

### Atlético Portugal
Con el Atlético Clube de Portugal, Johnsen, disputó un total de 31 partidos con la camiseta atlética, veintisiete de ellos de liga, anotando 14 goles, proclamándose así como el segundo máximo goleador de la liga de Segunda División Portuguesa. También disputó cuatro partidos de la Copa de Portugal, donde anotó dos goles. En diciembre, el SL Benfica, de la Primera División Portuguesa, se fijó en él y realizó una oferta por el jugador americano, todo parecía ser un hecho para que el jugador vistiera la camisola de las águilas la siguiente temporada pero en el último minuto, el dueño y presidente del Atlético CP, insistió al Benfica con más dinero por Johnsen, el Atlético pensó que el Benfica aumentaría su oferta, sin embargo el club se alejó y firmó a otro futbolista. Solo unas pocas semanas más tarde el club se esforzó para hacer su nómina y decidió vender a Johnsen al Litex Lovech, club histórico de la Liga A de Bulgaria, por un precio menor que el que ofreció el SL Benfica.
Otros clubes, interesados en el jugador fueron el Sparta Rotterdam, Dinamo Dresde, Parma C., Victoria Guimarães o FC Midtjylland.

### Litex Lovech
En su primera temporada en el club, disputó 15 partidos, 13 de liga anotando 6 goles y 2 de copa búlgara. Su momento estelar llegó cuando el Litex, alojado líderes de la liga, el 23 de mayo, ante el Ludogorets, Johnsen produjo una animación de juegos artificiales y también dibujo una penalización. Ojeadores del Inter de Milán, de la Serie A de Italia y del Fortuna Düsseldorf de la Bundesliga de Alemania estuvieron presentes para controlar un reproductor de jugadores del Ludogorets, pero fue Johnsen quien se destacó, consiguiendo un Hat-trick, y provocando un penalti, para terminar dando la victoria a su equipo que en esos momentos perdía 0-2. El resultado final fue 4-2, para el Litex.
Bjørn Johnsen, contiene muchas cualidades como futbolista que le hicieron destaparse como una de las estrellas de la liga búlgara es un futbolista joven con una gran habilidad con el balón en los pies que junto con su físico, regate, calidad, velocidad, su olfato goleador y su gran remate de cabeza han hecho que se le llegará incluso a comparar con futbolistas de gran nivel como el espigado delantero John Carew, el sueco, Zlatan Ibrahimović, el neerlandés, Ruud van Nistelrooy o el español, Fernando Llorente.
Johnsen a sus 23 años, fue junto al colombiano Danilo Asprilla, un futbolista clave del plantel del Litex, que se clasificó por un puesto en la Europa League. Johnsen, empatado en el liderato de goleadores de la liga durante la ronda del campeonato búlgaro, un torneo Round Robín, con los seis mejores equipos de la Primera Liga de Bulgaria, Johnsen logró en su primer año ser una de las estrellas de la liga con el Litex.
El 2 de julio de 2015, Bjørn Johnsen, disputa su primer partido internacional en Europa en la Europa League, ante el FK Jelgava, con el que empató en su debut europeo a un gol. En el partido de vuelta, disputado el 9 de julio, disputó los 90 minutos del partido ante el Jelgava y consiguió anotar los dos goles de su equipo, en el empate 2-2, del Litex en casa ante el FK Jelgava el empate no sirvió para que el Litex, pasara a la siguiente ronda, cayendo eliminados por el doble valor de los goles marcados fuera de casa, así Johnsen sumó sus dos primeros goles en la Europa League.
En la siguiente temporada disputó un total de 25 partidos, 19 de liga anotando 6 goles, 4 de copa, consiguiendo un gol y 2 de Europa League, anotando 2 goles.
Al finalizar contrato el futbolista americano a jugó 40 partidos oficiales con el Litex y ha consiguió 15 goles.
La Unión Búlgara de Fútbol (UBF) expulsó al Litex Lovech de la Primera División por abandonar el terreno de juego en protesta por una decisión arbitral durante el partido con el Levski de Sofía. El equipo era cuarto en la clasificación de la liga.
El encuentro en la capital búlgara fue suspendido cuando el Litex vencía 0 a 1 tras unos violentos incidentes en el campo protagonizados por Johnsen y el colombiano Rafael Pérez Almeida. El primero en ser expulsado fue Johnsen tras golpear dos veces al centrocampista español del Levski Miguel Bedoya.
Sus compañeros de equipo protestaron la decisión del árbitro por considerar que un jugador del Levski también debería haber sido expulsado por otra agresión anterior. A partir de ese momento el ambiente en el campo se tensó y acabó en una agresión de Pérez Almeida contra Bedoya, lo que le valió una tarjeta roja directa y un penalti para el Levski.
El penalti no llegó a tirarse porque el entrenador del Litex, Stoycho Stoilov, saltó furioso al terreno del campo y ordenó a sus jugadores volverse al vestuario, indicación que siguieron y que obligó al árbitro a suspender el encuentro. Por esa acción la UBF decidió descender al club al Grupo B (Segunda División) y además multarlo con 10.000 euros. Johnsen jugó con el equipo B de Litex en Segunda División, hasta finalizar la temporada donde disputó seis partidos y anotó cinco goles.
En el mercado de fichajes del verano de 2016/2017, Johnsen recibió una llamada en nombre de parte del Valencia CF de la Primera División de España, para ver si estaba interesado en su fichaje por el club de Mestalla. También recibió ofertas de diferentes clubes entre los que se encontrarían el Sporting de Lisboa de Portugal, el Club Atlético de Madrid, que le propondría en principio una cesión, también apareció el nombre de equipos como el Inter de Milán, New York RB, Rosenborg el Real Zaragoza o el Real Oviedo.

### Hearts
Finalmente, para la temporada 2016-2017, firma con los Heart of Midlothian Football Club, de la Primera División de Escocia.
El 22 de julio de 2016 Johnsen completó un movimiento al corazón de Midlothian de la parte de Premiership escocesa, en un reparto de 3 años. Hizo su debut el 20 de agosto de 2016 apareciendo como suplente en una victoria por 5-1 sobre Inverness Thistle jugado en el Tynecastle Stadium, donde ayudó a un gol de Sam Nicholson con uno de sus primeros toques. Su segundo gol lo anotaría dos jornadas más tarde entrando de inicio en el partido ante el Inverness, cuando su equipo perdía 2-0, Johnsen hizo el 2-1, en el minuto 39 del primer tiempo. El 26 de noviembre, tres jornadas después anotó su primer doblete con el club de Edimburgo, en la victoria por 3-0, de los Hearts, sobre el Motherwell FC, anotando el 1-0 y el 2-0. Dos jornadas más tarde anotó su quinto gol de la temporada en el empate de Hearts, en su visita al Ross County FC donde su equipo empató 2-2, anotando Johnsen el 1-1 en el minuto 66 de la segunda parte. El 30 de noviembre, entró de titular en la victoria de los Hearts 2-0, ante el Glasgow Rangers.
Bjørn Johnsen, finalizó la temporada con el club de Edimburgo, disputando 34 partidos de liga, anotando 7 goles y asistiendo en otras 5 ocasiones, vio tres tarjetas amarillas y no fue expulsado. También disputó dos partidos de copa escocesa y anotó un gol.
Su gran rendimiento durante la temporada le permitió ser convocado por primera vez en una convocatoria con la selección de fútbol de Noruega, el 23 de marzo de 2017 con motivo de las eliminatorias de clasificación para el Mundial de Rusia 2018, frente a la Selección de Irlanda del Norte, que finalizó con el resultado de 2-0, a favor de los irlandeses, sin llegar a debutar. Su debut oficial tuvo lugar el 10 de junio de 2017, en la ciudad de Oslo, frente a la República Checa, con el resultado de empate a un gol. Jugó su segundo partido como internacional con noruega en un amistoso disputado tres días más tarde ante Suecia.

### ADO Den Haag
Su gran temporada en Escocia, no paso desapercibida y equipos como el AEK Atenas, Leeds United, Bolton Wanderers, Nantes, Racing Estrasburgo, Girona Futbol Club o la Cultural Leonesa, fueron algunos de los equipos que mostraron interés por hacerse con los servicios del jugador noruego.
Finalmente y después de duras negociaciones con los distintos club, Johnsen firma por el ADO Den Haag, de La Haya en la Eredivisie de Países Bajos, para las tres prosimas temporadas.
En su debut, con el club neerlandés en un partido amistoso ante el Excelsior Rotterdam, Johnsen salto al campo como titular y anotó el único gol del partido que dio la victoria a su actual club, anotó su primer hat-trick en la victoria 4-1 en otro amistoso ante FC Oss. Siendo su tercer gol, un gol de bella factura, recibiendo un balón de espaldas en un control de espuela elevándose el esférico por encima de la cabeza y finalizando con una maravillosa vaselina al primer toque por encima del portero.
Su debut en liga neerlandesa, llegó el 11 de agosto de 2017 en la derrota por 0-3 de ADO, ante FC Utrecht saliendo de titular los noventa minutos. La temporada no comenzó muy bien para ADO Den Haag, perdiendo los tres primeros partidos de liga 0-3 ante FC Utrecht, AZ Alkmaar 2-0 y 1-2 ante SC Heerenveen, ante este último anotó su primer gol en el campeonato nacional, fue el 26 de agosto tras un remate de cabeza en un saque de córner.
Su segundo gol de la temporada llegó el 17 de septiembre, en la quinta jornada en el empate 1-1 frente al Ajax de Ámsterdam, en el Cars Jeans Stadion. Desde este momento Bjørn Johnsen, caló fuertemente en la afición hayanera y se convirtió en un ídolo junto con Abdenasser El Khayati. La siguiente jornada ganó 1-0 al Sparta de Rotterdam donde Johnsen fue de nuevo protagonista en dos de las paradas del portero del Sparta, Roy Kortsmit. En las siguientes jornadas perdió la titularidad en el equipo de La Haya, también cayó eliminado en la Copa neerlandesa a manos del Feyenoord. Su tercer gol llegó el 21 de octubre, en la victoria por 0-2, sobre VVV-Venlo, entrando a falta de diez minutos para el final y sentenciando el partido. Una semana más antes en la derrota de ADO Den Haag 1-2, ante SBV Excelsior, dio su primera asistencia y vio la primera tarjeta amarilla de la temporada. Jugó dieciséis minutos del empate de ADO, ante Feyenoord.
El 9 de enero de 2018 disputó un encuentro amistoso ante el Beşiktaş JK turcó de Ricardo Quaresma o Ryan Babel en el estadio Gloria Sports Arena de Belek, Johnsen fue nuevamente protagonista del partido al conseguir anotar un doblete en el empate a dos goles entre Besiktas y ADO Den Haag. Johnsen anotó el 0-1 en el minuto siete y el 0-2 en el treinta y uno de la primera mitad, los goles de Beşiktaş JK fueron obra de Caner Erkin y Atiba Hutchinson, el delantero español Álvaro Negredo falló un penalti. Al finalizar el encuentro el exfutbolista del Real de Madrid Képler Laveran "Pepe" pidió el intercambio de camisetas con Bjørn Johnsen.
El 3 de febrero anotó su cuarto gol de la temporada en la victoria por 4-1 ante Heracles Almelo. En la jornada decimoquinta llegó el quinto gol de la temporada en la victoria de ADO Den Haag 2-3, sobre FC Twente, Johnsen volvió a ser importante para el entrenador Alfons Groenendijk y recuperar la titularidad en el conjunto de La Haya. El 22 de febrero anota su primer doblete en liga, en la victoria por 4-0 sobre PEC Zwolle sien su sexto y séptimo gol de la temporada.
Anotó su octavo gol en el empate 1-1 ante Venlo, dos semanas después anotó su noveno gol en el empate ante Heracles Almelo.
Su décimo gol lo anotó el 17 de febrero en la victoria de Den Haag por 2-1 sobre Willem II Tilburg, la siguiente jornada disputa los noventa minutos en el empate de su equipo ante el Ajax de Ámsterdam en el Amsterdam Arena. En la jornada veintiocho llegó su segundo doblete en liga en la victoria por 1-2 ante SBV Excelsior que le aupó a la tercera posición en el ranking de máximos goleadores del campeonato de liga neerlandés, anotó su décimo tercer gol de la temporada en el empate a tres goles ante FC Utrecht.
En la siguiente jornada anotó un nuevo doblete en la victoria 2-1 sobre FC Twente, anotando su decimocuarto y decimoquinto gol. En las dos últimas jornadas volvió anotar sendos dobletes en el empate 3-3 ante PSV Eindhoven, también dio una asistencia y en la victoria fuera de casa ante Roda JC 2-3 que le hicieron terminar la liga en octava posición de la tabla disputando el play off de asceso a la Europa League ante el Vitesse.
En el apartado individual consiguió la bota de plata al quedar en segunda posición en el ranking de goleadores de liga en la Eredivisie con 19 goles, solo superado por el iraní Alireza Jahanbakhsh. Johnsen superó en goles a futbolistas como Hirving Lozano, Huntelaar o Justin Kluivert entre otros.
Fue nombrado mejor jugador revelación de la Eredivisie de la temporada 2017-2018.
Su gran temporada y su rendimiento en Países Bajos levantó el interés en equipos como el Leicester City, Real Valladolid, Boavista FC o AZ Alkmaar entre otros. También recibió ofertas con sueldos millonarios de países como México, China, Quatar o Arabia Saudí

### AZ Alkmaar
El viernes 27 de julio de 2018, y tras largas y duras semanas de negociaciones AZ Alkmaar, hizo oficial el fichaje del delantero internacional noruego de ADO Den Haag, por una cifra de unos tres millones y medio de euros, unos veintidós millones y medio de coronas noruegas.
Johnsen, rompió todos los récord de transferencias de ADO, siendo hasta este momento la transferencia más alta del club de La Haya.
El fichaje ya estava cerrado desde unos días antes y todo se redujo cuando el noruego no participó en el último partido amistoso de ADO Den Haag, ante el club vasco del Athletic de Bilbao. Johnsen, llega a AZ para ocupar el puesto que deja el iraní Alireza Jahanbakhsh máximo anotador de la liga la temporada anterior. No pudo participar en la eliminación de AZ, en los encuentros de la segunda ronda previa de Europa League, ante el FC Kairat Almaty, de Kazajistán, por un marcador de 3-2 en el global.
El 4 de agosto de 2018, hizo su debut en un partido amistoso con derrota ante Excelsior, donde también portó el brazalete de capitán. El 12 de agosto, hizo su bedút oficial con los Alkmaarders en la victoria 5-0 sobre NAC Breda, Johnsen entró al campo en el minuto ochenta y uno de partido en sustitución de Myron Boadu y cuatro minutos después anotó su primer gol de la temporada de cabeza tras una gran asistencia de Thomas Ouwejan con el que cerró la goleada su equipo.
En la cuarta jornada, anotó su segundo gol de la temporada en la derrota 3-2 ante Heracles Almelo, poniendo el tres a dos final en el minuto ochenta y cinco.
El 27 de septiembre, anotó su tercer gol de la temporada y primero en la Copa de los Países Bajos, en la victoria sobre MVV Alcides, abriendo el marcador al cuarto de hora de partido en la goleada a domicilio de AZ, 0-6.
En la novena jornada el 20 de octubre anotó su cuarto gol de la temporada en la derrota 2-1 frente a FC Utrecht. El 11 de noviembre fue homenajeado por parte de su exequipo ADO Den Haag, en el Cars Jeans Stadion en la visita de AZ, a al ciudad de La Haya. Bjørn se perdió las siguientes cuatro jornadas por una lesión y reapareció el 15 de diciembre Johnsen entró al campo en el minuto 72 en sustitución de Calvin Stengs y anotó su quinto gol de la temporada, con un remate de cabeza en asistencia de Oussama Idrissi, fue el gol decisivo de la Victoria de AZ 2-1 ante Excelsior.
El 18 de diciembre, disputó los octavos de final de Copa en la victoria 5-0 sobre PEC Zwolle. En la siguiente jornada jugó 15 minutos en la derrota 3-1 ante PSV Eindhoven. El 2 de febrero de 2019, en la jornada veintiocho de liga anotó su sexto gol de la temporada, con un tiro cruzado con la derecha en la Victoria 5-0 sobre FC Emmen. El 28 de febrero, disputó las semifinales de Copa de Holanda, en el Willem II Stadion, ante Willem II Tilburgo, el partido finalizó con empate a un gol y Johnsen disputó toda la prórroga que finalizó en empate y se resolvió en los penaltis, hay Johnsen fue el encargado de lanzar la quinta pena máxima para AZ, pero erró su lanzamiento contra el poste. El club de Tilburgo ganó 2-1 y privó a Johnsen de su primera final. En las siguientes doce jornadas bjørn solo disputa 164 minutos repartidos en cinco encuentros. El 15 de mayo en la última jornada del campeonato de la Eredivisie, en la derrota 4-2 de AZ ante Excelsior, Johnsen entró al campo en el minuto 64 sustituyendo a Albert Gudmundsson y cinco minutos más tarde anotó el gol que cerró el partido fue su séptimo gol de la temporada y sexto en el campeonato nacional de liga.
El sábado 29 de junio de 2019 Bjørn Johnsen contrajo matrimonio con su pareja sentimental, la cual conoció en el año 2015 y pidió matrimonio en 2018 la española Verónica Bernabéu, Johnsen se casó en la Basílica de Santa María de la localidad española de Elche, provincia de Alicante.
Johnsen comienza la pretemporada en AZ, vajo el mando del nuevo entrenador Arne Slot y la salida de John van den Brom al FC Utrecht. En su primer día Johnsen dejó claro al club que quería cambiar de destino si no contaba con más minutos de juego. Jugó tres partidos amistosos de preparación, el primero el 3 de julio en la Victoria de AZ, 1-0 sobre el club griego PAOK de Salónica. Tres días más tarde marcó un gol en la goleada 5-2 de AZ Alkmaar ante el histórico Club Brujas.
Johnsen no entró en los planes del nuevo entrenador en los siete primeros partidos oficiales perdiéndose los partidos de Europa League ante el club sueco BK Häcken y el ucraniano FC Mariupol, y las tres primeras jornadas de eredivisie ante Fortuna Sittard, RKC Waalwijk y Groningen, disputó su primer partido oficial de la temporada y último con la camiseta de AZ, el 22 de agosto en el encuentro de play off de Europa League ante el club belga Royal Antwerp que terminó con el resultado de empate a un gol. Fue el tercer partido que Johnsen disputó de Europa League y el primero con el club holandés.

### Rosenborg BK
Durante el mercado de fichajes Johnsen recibió numerosas ofertas en distintos destinos de Europa, siendo las más significativas las de Galatasaray, Rapid de Viena, Sheffield United, RCD Mallorca, Brescia, Nottingham Forest, Kayserispor, Mainz 05 o Barnsley FC.
En las últimas semanas de agosto parecía que Johnsen se decantaría por el Brescia de la Serie A de Italia o el Kayserispor de Turquía, pero el fichaje de Mario Balotelli por el Brescia y la negativa del AZ Alkmaar de mandar a Johnsen cedido a Turquía, terminaron llevando a Bjørn al país donde comenzó.
El sábado 24 de agosto de 2019, se hizo oficial la contratación de Johnsen como nuevo futbolista de Rosenborg de la Eliteserien de Noruega, en un contrato de cesión de seis meses. Su presentación oficial fue durante el descanso del partido que enfrentó al Rosenborg y el Stabæk IF, con victoria del club de Trondheim de 3-2. Tres días más tarde el 27 de agosto, no pudo entrar para el partido de ronda del play off de la Champions League que enfrentó al Rosenborg con el Dinamo de Zagreb, al no llegar a tiempo su inscripción en la competición, Johnsen siguió el partido en directo desde las gradas del Lerkendal Stadion, el partido finalizó con empate a un gol y la posterior eliminación del Rosenborg en Champions League.
El 1 de septiembre hizo su debut oficial con Rosenborg en la Eliteserien, en el Intility Arena en el empate uno a uno ante Vålerenga, Johnsen disputó veintisiete minutos, entró al campo en el minuto 68 en sustitución de Alexander Søderlund. El Martes día 10 de septiembre, hizo su debut en el Lerkendal Stadion, anotando un doblete en la goleada por siete a cero de Rosenborg en un partido amistoso ante Strindheim IL. El sábado 14 de septiembre, entró en la alineación titular y anotó sus dos primeros goles en la victoria de Rosenborg 3-1 sobre Lillestrøm SK, nada más comenzar el partido vio una tarjeta amarilla por un codazo sobre un futbolista rival, Johnsen en su primer partido como titular demostró clase en el Lerkendal Stadion, anotó su primer gol con un tiro raso al palo y el segundo con un derechazo fuerte desde el borde del área a través de los guantes de Marko Maric.
El jueves 19 de septiembre, disputó su cuarto partido en Europa y primer partido de Europa League con Rosenborg, en la primera jornada de la fase de grupos, Johnsen entró en el once titular y disputó setenta y tres minutos, en el Linzer Stadion de Austria cayendo derrotado por uno a cero ante LASK Linz.
Tres días más tarde fue titular los noventa minutos en la victoria por 1-2 de Rosenborg ante Mjøndalen IF, una semana más tarde disputó 15 minutos en el empate a cero ante SK Brann. El 3 de octubre, fue titular en la derrota por uno a cuatro ante PSV Eindhoven en la fase de grupos de Europa League. Tres días más tarde anotó su tercer gol con el club de Trondheim, en la derrota por dos a uno ante FK Haugesund.
El 19 de octubre, fue titular y anotó un gol en el empate a dos ante Kristiansund BK, cinco días más tarde disputó los últimos diez minutos en la derrota por uno a cero de Rosenborg ante el Sporting de Portugal en su visita a Lisboa. Tres diad después anotó su quinto gol en Rosenborg, en la victoria por tres a uno ante el campeón Molde FK. Volvió a ser titular en el empate a tres goles ante Strømsgodset IF, jugó quince minutos en la derrota por cero a dos ante Sporting de Lisboa y otros seis en la victoria tres a dos ante FK Bodø/Glimt, en su partido 280 como profesional. Jugó trece minutos en el empate a dos ante Viking Stavanger FK, el 28 de noviembre fue nuevamente titular en el último partido de la fase de grupos de la Europa League, cayendo derrotado por uno a dos ante LASK Linz. El 1 de diciembre de 2019, disputó su último partido con la camiseta de Rosenborg en el Derby de Trondheim, con victoria tres a dos ante Ranheim Il.

### Ulsan Hyundai
El 6 de enero de 2020, se hizo oficial su fichaje por el Ulsan Hyundai FC de la K League 1 de Corea del Sur.
El 17 de enero de 2020 debutó con el equipo de los tigres con victoria 0-1 en un amistoso ante Ho Chi Minh City FC de Tailandia. Su debut oficial fue el 11 de febrero en el primer partido de la fase de grupos de la Liga de Campeones de la AFC, saliendo de titular y disputando los noventa minutos en el empate a un gol ante el FC Tokyo de Japón en el Estadio Munsu de Ulsan. En su primer partido oficial, Johnsen demostró clase en el juego e incluso tuvo el gol de la victoria para su equipo, pero su disparo se marchó al larguero de la portería del conjunto japonés.
Los partidos de liga y de la fase de grupos de liga de campeones ante el Shanghai Shenhua de China y el Perth Glory de Australia fueron suspendidos y aplazados al quedar todas las competiciones suspendidas debido a la crisis de la pandemia del Coronavirus o COVID-19, no volvió a disputar un partido hasta el 9 de mayo en la victoria por cuatro a cero sobre Sangju Sangmu.
Anotó su primer gol el 16 de junio en la séptima jornada de liga en el Gangneung Stadium, en la victoria a domicilio de Ulsan Hyundai por cero a tres ante Gangwon FC. Cuatro días más tarde el 20 de junio en la octava jornada de liga, anotaría su segundo gol de la temporada en el Estadio Mundialista de Seúl, en la victoria de los tigres por cero a dos ante el club de la capital surcoreana el FC Seoul.
El 15 de julio volvió a ser titular disputando los noventa minutos y anotando su tercer gol de la temporada en el partido de octavos de final de la Korean FA Cup con victoria de Ulsan dos a cero sobre Gyeongju Hansuwon. El 2 de agosto fue clave con una asistencia en la victoria de los tigres en el Estadio Asiad de Busan por uno a dos frente a Busan IPark.
El 15 de agosto jugó setenta y cuatro minutos y anotó el gol número 100 de su carrera como futbolista y el cuarto con la camiseta de los tigres en el Estadio Munsu de Ulsan en la victoria por dos a cero de Ulsan Hyundai frente al Pohang Steelers.
El 23 de septiembre, fue titular disputando los 120 minutos de la semifinal de la Korean FA Cup ante Pohang Steelers, el partido terminó con empate a uno durante los noventa minutos de partido y los treinta de prórroga y se decidió en la tanda de penaltis, allí Bjørn anotó el primer penalti de la tanda para Ulsan, que se impuso 5-4, así Bjørn se clasificó para disputar su primera final en un torneo como futbolista profesional. El 2 de octubre, jugó cuarenta y cinco minutos entrando en sustitución de Júnior Negrão y anotó su primer doblete de la temporada con los tigres, en la victoria frente a Sangju Sangmu en la fase final de la K-League. Con Ulsan Hyundai obtuvo el subcampeonato de liga con 57 puntos a solo tres puntos del campeón Jeonbuk Motors.
El 4 de noviembre, disputó la primera final de su carrera quedando subcampeón de la Korean FA Cup, fue titular disputando los noventa minutos en la final a ida y vuelta ante Jeonbuk Motors, con un empate a uno en casa y derrota por dos a uno en el Estadio Mundialista de Jeonju.
El 21 de noviembre, en la vuelta a la competición de la AFC Champions League disputada en la 'Burbuja' de Catar, no jugó en la victoria de Ulsan por tres a uno sobre Shanghái Shenhua, de la Superliga de China, pero días más tarde fue titular disputando los noventa minutos en las victorias por uno a dos y dos a cero sobre Perth Glory de Australia, asistiendo en el segundo encuentro a Júnior Negrão para hacer el segundo gol de Ulsan. El 30 de noviembre jugó veinte minutos en la victoria por uno a dos ante FC Tokyo.
El 3 de diciembre fue suplente en el partido que cerraba la fase de grupos de la Liga de Campeones de la AFC, jugando media hora y anotando un doblete en la victoria por uno a cuatro sobre Shanghái Shenhua. El 6 de diciembre, jugó los octavos de final de la Champions Asiática, disputado en el Estadio Ciudad de la Educación, Bjørn Johnsen fue suplente, entró al comienzo de la segunda parte en sustitución de Koh Myong-jin y fue clave y pieza importante para lograr la clasificación a cuartos de final de Ulsan Hyundai, con dos goles, consiguiendo su segundo doblete en la competición y anotando su gol 100 y 101 en clubes, en la victoria por tres a cero sobre Melbourne Victory australiano.
El 10 de diciembre, jugó los cuartos de final de la Liga de Campeones en el encuentro disputado en el Estadio Al Janoub de Qatar, jugando ocho minutos en la victoria de los tigres ante el Beijing Guoan, Chino de Renato Augusto, Cédric Bakambu o Jonathan Viera. En la Semifinal, disputada en el Estadio Al Janoub de Qatar, volvió a ser un jugador clave en la victoria de Ulsan Hyundai por dos goles a uno sobre el Vissel Kobe Japonés, de Andrés Iniesta. Johnsen entró al campo en el minuto cincuenta y cinco en sustitución de Lee Chung-Yong, cuando Ulsan perdía cero a uno y anotó el gol del empate a falta de nueve minutos para el final, decidiendo que el partido se fuera a la prórroga donde un gol de penalti transformado por Negrão,  clasificó por segunda vez para la final de un Torneo Internacional de clubes al equipo surcoreano.
El Sábado 19 de diciembre de 2020, tuvo lugar la final de la AFC Champions League 2020 entre Ulsan Hyundai y el Persépolis Football Club de Irán, en el Estadio Al Janoub de la ciudad de Al Wakrah de Qatar, donde Bjørn Johnsen se proclamó campeón de la máxima competición futbolística de Asia, jugando ocho minutos en la victoria por dos a uno sobre Persépolis FC y clasificándose para disputar la Copa Mundial de Clubes de la FIFA 2020. Johnsen anotó cinco goles en nueve partidos en Liga de Campeones, quedando tercero en la clasificación de máximos goleadores a solo dos goles de los máximos realizadores de la competición el marroquí, Abderrazak Hamdallah y el Brasileño, Júnior Negrão ambos con siete goles. En total Johnsen jugó treinta y un partidos y anotó once goles con la camiseta de los tigres.

### CF Montréal
El 3 de febrero de 2021, se hizo oficial el fichaje de Johnsen por el CF Montréal de la MLS de Estados Unidos, entrenado por el francés Thierry Henry. Llegó al club canadiense para suplir la baja del delantero español Bojan Krkić. A la semana de su llegada al club se anunció la dimisión del entrenador Thierry Henry y su lugar fue ocupado por el también entrenador francés Wilfried Nancy.
Hizo su debut oficial con el CF Montréal en la jornada inaugural de la MLS el 17 de abril de 2021, en el Clásico canadiense con victoria de 4-2 ante Toronto FC, en el partido jugado en el Inter Miami Stadium de Florida. Johnsen entró al campo en el minuto 69 en sustitución del hondureño Romell Quioto. Fue suplente las dos siguientes  jornadas en los empates 2-2 ante Nashville SC y 0-0 ante Columbus Crew.
El 8 de mayo, fue titular por primera vez en la derrota por 2-0 ante Vancouver Whitecaps jugando 58 minutos y siendo sustituido por Lassi Lappalainen. Cuatro días más tarde el 12 de mayo fue nuevamente titular y anotó su primer doblete de la temporada en la victoria de Montréal 0-2 en su visita al Inter de Miami, de los hermanos Federico y Gonzalo Higuaín. El partido tuvo que ser suspendido al descanso por más de dos horas por una tormenta eléctrica que asoló la ciudad de Miami. Jugó 75 minutos y anotó sus dos primeros goles de la temporada con el club canadiense en la MLS.

### Cambuur Leeuwarden
El 30 de Enero de 2023, se hizo oficial que Johnsen se encontraba en la ciudad de Leeuwarden, para pasar un reconocimiento médico con el club neerlandés SC Cambuur Leeuwarden de la Eredivisie, un día después el 31 de enero se hizo oficial su fichaje para la segunda vuelta del campeonato holandés, siendo el decimoquinto club de su carrera profesional, regresando a los Países Bajos 4 años después de su salida de AZ Alkmaar en 2019.
El domingo 5 de Febrero, hizo su debut en la derrota de SC Cambuur 0-5 ante Ajax Ámsterdam en el Cambuur Stadion, Johnsen fué suplente y entró en el minuto 58 en sustitución de Silvester van der Water.

## Selección nacional

### Selección absoluta
El seleccionador de Noruega Lars Lagerbäck convocó a Bjørn Johnsen para disputar los partidos de clasificación para el Mundial de Rusia.
El sábado día 10 de junio de 2017 Bjørn Johnsen debutó con la selección de fútbol de Noruega en un partido de las eliminatorias de Clasificación para el Mundial de Rusia de 2018 en el Ullevaal Stadion de Oslo contra la República Checa sustituyendo en el minuto 71 a Alexander Søderlund.
Jugó su segundo partido internacional en el empate amistoso 1-1 ante Suecia donde jugó 56 minutos. Fue convocado para los partidos clasificatorios para el mundial sin disputar minutos en las victorias 2-0 ante Azerbaiyán, 0-8 frente a San Marino y 1-0 a Irlanda del Norte y en la derrota 6-0 ante Alemania.
Después de no ser convocado en los amistosos ante Macedonia y Eslovaquia, volvió a ser convocado para disputar un partido amistoso ante Andalucía aunque finalmente el partido fue suspendido y no se disputó. En 2018 fue nuevamente convocado para los dos partidos amistosos, siendo titular y disputando los noventa minutos en las victorias de Noruega 4-1 sobre Australia y 0-1 a Albania.
Volvió a ser convocado por el seleccionador para los amistosos ante Islandia y Panamá. Bjørn Johnsen se estrenó como goleador internacional en la victoria de Noruega 2-3 ante Islandia, en el Estadio Laugardalsvöllur, en Reykjavik. Johnsen que salió de inicio abrió el marcador después de un cuarto de hora. Tras una gran jugada de toque que el mismo inició, recibió en el borde del área, controló, giró hacia su pierna izquierda y golpeo con fuerza, batiendo al portero islandés Frederik Schram.
Tres días después volvió a ser titular en la victoria 1-0 de Noruega sobre Panamá, en la cual sería noticia al lesionar en un choque al jugador panameño Alberto Quintero y dejarle sin poder disputar el Mundial de Rusia 2018. Aficionados panameños y cubanos atacaron duramente al jugador por las redes sociales.
El 6 de septiembre, de 2018 entró en la alineación titular en el debut de Noruega en la Liga de Naciones de la UEFA, en la victoria 2-0, de Noruega ante Chipre. Unos días más tarde jugó su segundo partido en la derrota por 1-0 ante Bulgaria. Bjørn fue nuevamente convocado para los siguientes partidos de Noruega ante Eslovenia y Bulgaria, Johnsen jugó los últimos quince minutos ante Eslovenia. Volvió a ser convocado los partidos ante Eslovenia y Chipre. El 16 de noviembre, Johnsen disputó su décimo partido como internacional con Noruega, en el Estadio Stožice, de Eslovenia, Johnsen anotó el gol del empate de Noruega con un remate de cabeza en el minuto 85.
El 23 de marzo de 2019 Bjørn Johnsen, hizo su debut en la fase de clasificación para la Eurocopa 2020 en la derrota por dos a uno de Noruega ante España en el Estadio de Mestalla, en donde obtuvo una gran actuación. Bjørn Johnsen entró en el encuentro en el minuto 55 de partido y 10 minutos más tarde provocó el penalti a favor de Noruega los defensas españoles Iñigo Martínez y Jordi Alba derribaron dentro del área al delantero nórdico, un penalti que Joshua King se encargó de transformar en el uno a uno, en el minuto 71 un gol de penalti a lo Panenka de Sergio Ramos dio el triunfo a España, tres minutos más tarde vio la tarjeta amarilla por una entrada sobre Sergio Busquets y más tarde sufrió un fuerte choque de cabezas con Sergio Ramos, que le provocó varias grapas en la cabeza, en la última jugada del partido tuvo el empate a dos en una estirada por bajo de un remate de cabeza que se marchó rozando el palo de la portería de De Gea. Al finalizar el encuentro Johnsen hizo intercambio de camiseta con el capitán español Sergio Ramos. Tres días más tarde fue titular en el empate 3-3 contra Suecia y anotó su primer gol en el torneo abriendo el marcador del partido en el minuto 41, en el 63 vio una tarjeta amarilla y en el 88 fue sustituido por Alexander Sørloth.
Volvió a ser convocado para los partidos ante Rumania y Islas Feroe en el primer encuentro no disputó ningún minuto. El 10 de junio jugó los noventa minutos y anotó los dos goles en la victoria por cero a dos ante Islas Feroe, consiguiendo la primera victoria en el grupo F de Noruega en la fase de clasificación y consiguiendo su primer doblete con la selección Nacional Noruega. Volvió a entrar en la convocatoria para los enfrentamientos ante las Suecia y Malta. El 5 de septiembre, disputó treinta y cinco minutos en la victoria ante Malta donde compartió punta de ataque con Erling Haaland y no contó de minutos en el clásico nórdico ante Suecia.
Nuevamente fue convocado por el seleccionador Lars Lagerbäck para los partidos ante España 1-1 jugando ocho minutos y veintidós minutos ante Rumania, 1-1. Por culpa de la pandemia del Coronavirus y obligado a tener 15 días en cuarentena antes de poder unirse a la selección vikinga, debido a encontrarse jugando en una liga de un país asiático no fue convocado para los encuentros clasificatorios del mundial ante Islas Feroe y Malta. Con Noruega obtuvo el tercer puesto en la clasificación del grupo F para el Eurocopa de 2020, con 17 puntos con cuatro victorias 5 empates y una sola derrota, superado por España y Suecia, clasificándose para jugar una repesca como uno de los mejores terceros. Bjørn anotó 3 goles en la fase de clasificación con Noruega.
Nuevamente se quedó fuera de la convocatoria para los partidos de la segunda National League ante Austria y Irlanda del Norte. Se perdió también el partido de clasificación de la repesca a la Eurocopa que perdió Noruega 1-2 ante la Serbia de Dušan Tadić, Luka Jović o Milinković-Savić y los encuentros de Liga de Naciones frente a Rumania e Irlanda del Norte.
El 18 de marzo de 2021, fue nuevamente convocado en la primera lista del nuevo seleccionador noruego Ståle Solbakken para los partidos de Clasificación de UEFA para la Copa Mundial de Fútbol de 2022 ante las selecciones de Gibraltar, Turquía y Montenegro.

### Participaciones en fases finales
| Torneo                      | Sede   | Resultado | Partidos | Goles | Asistencias |
| --------------------------- | ------ | --------- | -------- | ----- | ----------- |
| Liga de Naciones de la UEFA | Europa | Semifinal | 4        | 1     | 0           |

### Goles como internacional
| 1. | 2 de junio de 2018      | Laugardalsvöllur, Reikiavik, Islandia | Islandia    | 1 – 0 | 2–3 | Amistoso                            |
| 2. | 16 de noviembre de 2018 | Stožice Stadium, Liubliana, Eslovenia | Eslovenia   | 1 – 1 | 1–1 | Liga de Naciones de la UEFA 2018-19 |
| 3. | 26 de marzo de 2019     | Ullevaal Stadion, Oslo, Noruega       | Noruega     | 1 – 0 | 3–3 | Clasificación Eurocopa 2020         |
| 4. | 10 de junio de 2019     | Tórsvøllur, Tórshavn, Islas Feroe     | Islas Feroe | 0-1   | 0–2 | Clasificación Eurocopa 2020         |
| 5. | 10 de junio de 2019     | Tórsvøllur, Tórshavn, Islas Feroe     | Islas Feroe | 0-2   | 0–2 | Clasificación Eurocopa 2020         |

## Estadísticas

### Clubes
Actualizado al último partido disputado el 22 de marzo de 2023.
| Club                        | Div.          | Temporada     | Liga  | Liga  | Liga   | Copas nacionales | Copas nacionales | Copas nacionales | Copas internacionales | Copas internacionales | Copas internacionales | Total | Total | Total  |
| Club                        | Div.          | Temporada     | Part. | Goles | Asist. | Part.            | Goles            | Asist.           | Part.                 | Goles                 | Asist.                | Part. | Goles | Asist. |
| --------------------------- | ------------- | ------------- | ----- | ----- | ------ | ---------------- | ---------------- | ---------------- | --------------------- | --------------------- | --------------------- | ----- | ----- | ------ |
| Vålerenga II · Noruega      | 3.ª           | 2010          | 0     | 0     | 0      | 0                | 0                | 0                | 0                     | 0                     | 0                     | 0     | 0     | 0      |
| Total club                  | Total club    | Total club    | 0     | 0     | 0      | 0                | 0                | 0                | 0                     | 0                     | 0                     | 0     | 0     | 0      |
| Kjelsås Fotball · Noruega   | 3.ª           | 2011          | 4     | 0     | 1      | 0                | 0                | 0                | 0                     | 0                     | 0                     | 4     | 0     | 1      |
| Total Club                  | Total Club    | Total Club    | 4     | 0     | 1      | 0                | 0                | 0                | 0                     | 0                     | 0                     | 4     | 0     | 1      |
| FK Tønsberg · Noruega       | 3.ª           | 2011          | 10    | 3     | 1      | 0                | 0                | 0                | 0                     | 0                     | 0                     | 10    | 3     | 1      |
| Total Club                  | Total Club    | Total Club    | 10    | 3     | 1      | 0                | 0                | 0                | 0                     | 0                     | 0                     | 10    | 3     | 1      |
| CD Úbeda Viva · España      | 5.ª           | 2011-12       | 6     | 0     | 2      | 0                | 0                | 0                | 0                     | 0                     | 0                     | 6     | 0     | 2      |
| Total Club                  | Total Club    | Total Club    | 6     | 0     | 2      | 0                | 0                | 0                | 0                     | 0                     | 0                     | 6     | 0     | 2      |
| Antequera CF · España       | 4.ª           | 2011-12       | 13    | 3     | 1      | ―                | ―                | ―                | ―                     | ―                     | ―                     | 13    | 3     | 1      |
| Total club                  | Total club    | Total club    | 13    | 3     | 1      | 0                | 0                | 0                | 0                     | 0                     | 0                     | 13    | 3     | 1      |
| Atlético Baleares · España  | 2.ª B         | 2012-13       | 10    | 0     | 0      | 1                | 0                | 0                | ―                     | ―                     | ―                     | 11    | 0     | 0      |
| Total club                  | Total club    | Total club    | 10    | 0     | 0      | 1                | 0                | 0                | 0                     | 0                     | 0                     | 11    | 0     | 0      |
| Louletano DC Portugal       | 3.ª           | 2013-14       | 28    | 10    | 3      | 2                | 0                | 0                | —                     | —                     | —                     | 30    | 10    | 3      |
| Total club                  | Total club    | Total club    | 28    | 10    | 3      | 2                | 0                | 0                | 0                     | 0                     | 0                     | 30    | 10    | 3      |
| Atlético CP Portugal        | 2.ª           | 2014-15       | 27    | 14    | 1      | 4                | 2                | 0                | ―                     | ―                     | ―                     | 31    | 16    | 1      |
| Total club                  | Total club    | Total club    | 27    | 14    | 1      | 4                | 2                | 0                | 0                     | 0                     | 0                     | 31    | 16    | 1      |
| PFC Litex Lovech Bulgaria   | 1.ª           | 2014-15       | 13    | 6     | 0      | 2                | 0                | 0                | ―                     | ―                     | ―                     | 15    | 6     | 0      |
| PFC Litex Lovech Bulgaria   | 1.ª           | 2015-16       | 20    | 6     | 3      | 4                | 1                | 0                | 2                     | 2                     | 0                     | 26    | 9     | 3      |
| Total club                  | Total club    | Total club    | 33    | 12    | 3      | 6                | 1                | 0                | 2                     | 2                     | 0                     | 41    | 15    | 3      |
| Litex Lovech II Bulgaria    | 2.ª           | 2015-16       | 6     | 5     | 0      | ―                | ―                | ―                | ―                     | ―                     | ―                     | 6     | 5     | 0      |
| Total club                  | Total club    | Total club    | 6     | 5     | 0      | 0                | 0                | 0                | 0                     | 0                     | 0                     | 6     | 5     | 0      |
| Heart of Midlothian Escocia | 1.ª           | 2016-17       | 34    | 6     | 6      | 3                | 1                | 1                | ―                     | ―                     | ―                     | 37    | 7     | 7      |
| Total club                  | Total club    | Total club    | 34    | 6     | 6      | 3                | 1                | 1                | 0                     | 0                     | 0                     | 37    | 7     | 7      |
| ADO Den Haag · Países Bajos | 1.ª           | 2017-18       | 36    | 19    | 3      | 1                | 0                | 0                | —                     | —                     | —                     | 37    | 19    | 3      |
| Total club                  | Total club    | Total club    | 37    | 19    | 3      | 1                | 0                | 0                | 0                     | 0                     | 0                     | 37    | 19    | 3      |
| AZ Alkmaar · Países Bajos   | 1.ª           | 2018-19       | 22    | 6     | 0      | 3                | 1                | 0                | —                     | —                     | —                     | 25    | 7     | 0      |
| AZ Alkmaar · Países Bajos   | 1.ª           | 2019-20       | 0     | 0     | 0      | 0                | 0                | 0                | 1                     | 0                     | 0                     | 1     | 0     | 0      |
| Total club                  | Total club    | Total club    | 22    | 6     | 0      | 3                | 1                | 0                | 1                     | 0                     | 0                     | 26    | 7     | 0      |
| Rosenborg BK · Noruega      | 1.ª           | 2019-(cedido) | 11    | 5     | 0      | 0                | 0                | 0                | 5                     | 1                     |                       | 16    | 6     | 0      |
| Total club                  | Total club    | Total club    | 11    | 5     | 0      | 0                | 0                | 0                | 5                     | 1                     | 0                     | 16    | 6     | 0      |
| Ulsan Hyundai Corea del Sur | 1.ª           | 2020          | 18    | 5     | 1      | 4                | 1                | 0                | 9                     | 5                     |                       | 31    | 11    | 2      |
| Total club                  | Total club    | Total club    | 18    | 5     | 1      | 4                | 1                | 0                | 9                     | 5                     | 1                     | 31    | 11    | 2      |
| CF Montréal · Canadá        | 1.ª           | 2021          | 26    | 2     | 0      | 2                | 0                | 0                | ―                     | ―                     | ―                     | 28    | 2     | 0      |
| CF Montréal · Canadá        | 1.ª           | 2022          | 0     | 0     | 0      | ―                | ―                | ―                | ―                     | ―                     | ―                     | 0     | 0     | 0      |
| Total club                  | Total club    | Total club    | 26    | 2     | 0      | 2                | 0                | 0                | 0                     | 0                     | 0                     | 28    | 2     | 0      |
| SC Cambuur · Países Bajos   | 1.ª           | 2022-23       | 7     | 4     | 0      | ―                | ―                | ―                | ―                     | ―                     | ―                     | 7     | 4     | 0      |
| Total club                  | Total club    | Total club    | 7     | 4     | 0      | 0                | 0                | 0                | 0                     | 0                     | 0                     | 7     | 4     | 0      |
| Total carrera               | Total carrera | Total carrera | 291   | 94    | 22     | 26               | 6                | 1                | 17                    | 8                     | 1                     | 334   | 108   | 24     |

## Palmarés

### Títulos nacionales
| Título                          | Club        | País   | Año  |
| ------------------------------- | ----------- | ------ | ---- |
| Campeonato Canadiense de Fútbol | CF Montréal | Canadá | 2021 |

### Títulos internacionales
| Título                      | Club          | Sede      | Año  |
| --------------------------- | ------------- | --------- | ---- |
| Liga de Campeones de la AFC | Ulsan Hyundai | Al Wakrah | 2020 |

### Vida personal
Bjørn Johnsen nació en 1991 en la ciudad de Nueva York, pero se crio en Carolina del Norte. Su padre Hasse es noruego y su madre Lissa estadounidense. Tiene dos hermanos y está casado con la española Verónica Bernabéu, con la cual contrajo matrimonio el 29 de junio de 2019 en la Basílica de Santa María de Elche, en España. Para 2021 se espera que nazca su primer hijo.
Se considera seguidor de todos los equipos en los que ha jugado y su ídolo futbolístico es el noruego Ole Gunnar Solskjær.